# Großvernich

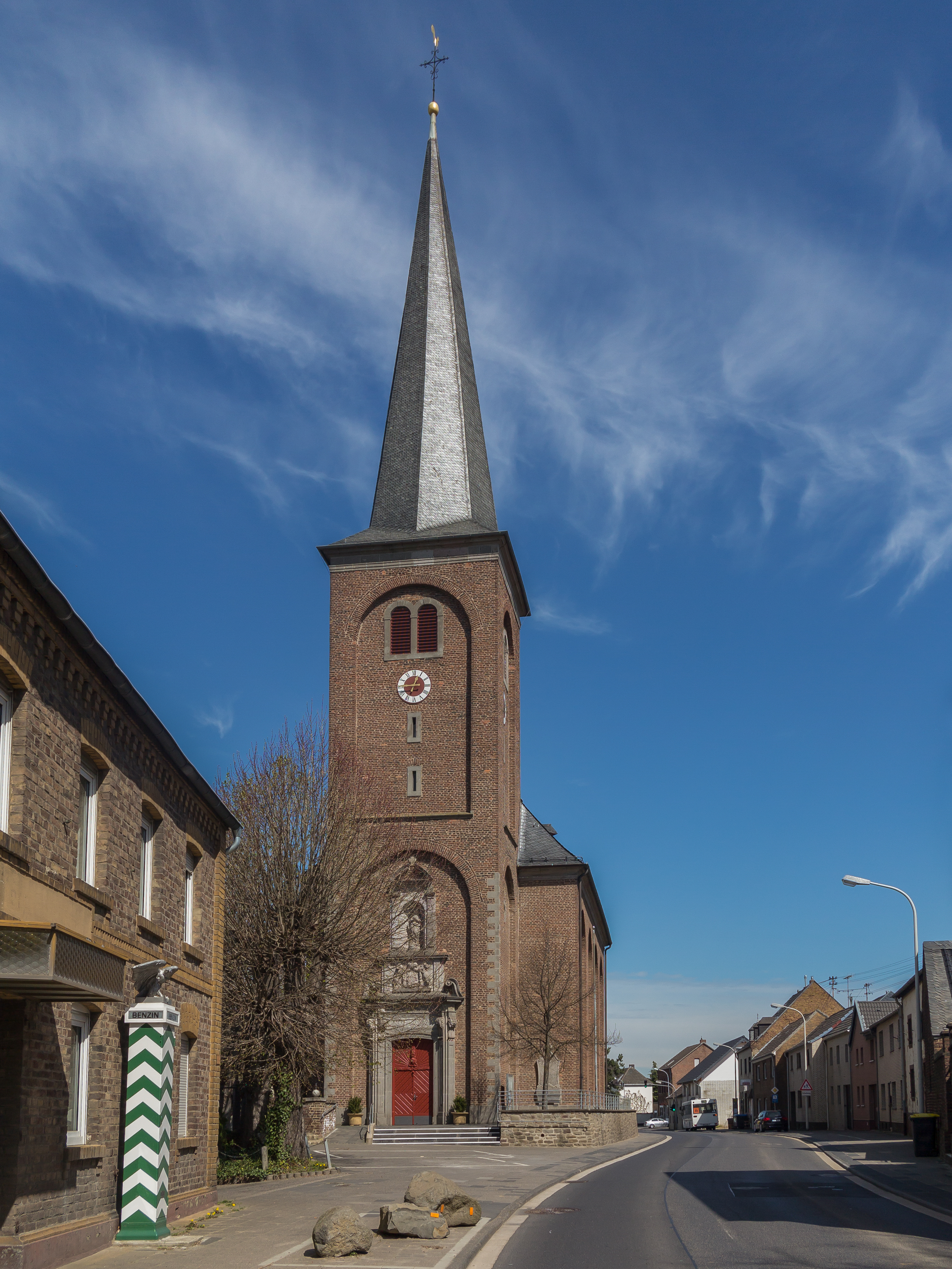
Gross Vernich, kerk: Kirche Heilig Kreuz

Großvernich is een plaats in de Duitse gemeente Weilerswist, deelstaat Noordrijn-Westfalen, en telt inwoners.